# Cecidomyia harrisi
Cecidomyia harrisi är en tvåvingeart som beskrevs av Nijveldt 1987. Cecidomyia harrisi ingår i släktet Cecidomyia och familjen gallmyggor. Inga underarter finns listade i Catalogue of Life.